# Eiskunstlauf-Europameisterschaften 2021
Die 113. Eiskunstlauf-Europameisterschaften sollten vom 25. bis 31. Januar 2021 in der kroatischen Hauptstadt Zagreb ausgetragen werden. Im Juni 2018 vergab die Internationale Eislaufunion im spanischen Sevilla die EM an die größte Stadt des Landes. Zuletzt war Zagreb bei der EM 2013 Austragungsort. Zagreb war der einzige Bewerber um die Europameisterschaft. Am 10. Dezember 2020 hat die ISU mitgeteilt, dass die EM wegen der COVID-19-Pandemie nicht stattfinden werden.

## Qualifikationskriterien
| Minimale Punktzahl der technischen Elemente | Minimale Punktzahl der technischen Elemente | Minimale Punktzahl der technischen Elemente |
| Disziplin                                   | Kurzprogramm / Kurztanz                     | Kür / Kürtanz                               |
| ------------------------------------------- | ------------------------------------------- | ------------------------------------------- |
| Herren                                      | 25                                          | 45                                          |
| Damen                                       | 20                                          | 36                                          |
| Paare                                       | 20                                          | 36                                          |
| Eistanz                                     | 19                                          | 29                                          |

Die Ergebnisse müssen bei einem von der ISU anerkannten internationalen Wettbewerb in der laufenden oder der vorherigen Saison erreicht worden sein. Die erforderlichen Punktzahlen für Kurzprogramm und Kür können bei unterschiedlichen Wettbewerben erreicht werden.